# أندريه بيتيل
أندريه بيتيل (بالانجليزي: André Beteille) هو عالم اجتماع وكاتب وأكاديمي هندي. وهو معروف بدراساته لنظام الطبقات في جنوب الهند. عمل «بيتيل» في مؤسسات تعليمية في الهند مثل مدرسة دلهي للاقتصاد وجامعة نورث إيسترن هيل (في شيلونغ) وجامعة أشوكا.

## السيرة الذاتية
ولد أندريه بيتيل في سبتمبر 1934 في بلدة شانداناغور لأب فرنسي وأم هندية. [بحاجة لمصدر] حصل على درجتي البكالوريوس والدراسات العليا في الأنثروبولوجيا من جامعة كلكتا. بعد ذلك حصل على الدكتوراه من جامعة دلهي. وبعد فترة وجيزة قضاها في المعهد الإحصائي الهندي كزميل باحث، التحق بكلية علم الاجتماع في DSE.

## المسار المهني
درّس بيتيل في جامعات متميزة بما في ذلك جامعة أكسفورد وجامعة كامبريدج وجامعة شيكاغو وكلية لندن للاقتصاد. كما شغل منصب رئيس مركز دراسات العلوم الاجتماعية في كلكتا والمجلس الهندي لأبحاث العلوم الاجتماعية. كان أستاذًا لعلم الاجتماع في كلية دلهي للاقتصاد بجامعة دلهي، حيث ظل أستاذًا فخريًا لعلم الاجتماع منذ عام 2003. عين أستاذًا للبحوث الوطنية من قبل حكومة الهند في عام 2007. شغل منصب رئيس جامعة أشوكا وحالياً هو رئيس جامعة نورث إيسترن هيل، شيلونج، ميغالايا

## الجوائز والتقديرات
- حصل على ثالث أعلى وسام مدني في الهند، بادما بوشان
- عين أيضًا زميلًا في الأكاديمية البريطانية (FBA)
- عمل في لجنة تحكيم العلوم الاجتماعية لـجائزة Infosys في عام 2010.